# Murat Kumpilov
Murat Karal'bievič Kumpilov (in russo Мурат Каральбиевич Кумпилов?; in adighè КъумпӀылэ Мурат; Uljap, 27 febbraio 1973) è un politico russo, Capo della Repubblica di Adighezia dal 12 gennaio 2017.

## Biografia
È nato il 27 febbraio 1973 ad Uljap, nell'allora oblast' autonoma di Adighezia, in una famiglia numerosa. Nel 1994 si è laureato presso l'Istituto di economia nazionale di Rostov sul Don.
Il 12 gennaio 2017 dopo le dimissioni di Aslan Tchakušinov il Presidente Vladimir Putin lo ha nominato ad interim Capo della Repubblica di Adighezia, incarico che gli è stato confermato all'unanimità il 10 settembre successivo dal Consiglio di Stato della Repubblica di Adighezia. L'11 settembre 2022 è stato rieletto per un secondo mandato.